# Moravia (tổng)
Moravia là một tổng ở tỉnh San José thuộc Costa Rica. Tổng này có diện tích 28,62 km², và dân số là 53.273 người. Thủ phủ của tổng này là San Vincente.
Tổng này bắt đầu từ ngoại ô phía bắc thủ đô San José và tiếp tục về phía đông bắc đến Cordillera Central. Sông Virilla và sông Pará Blanco ở phía bắc và phía tây và các sông Quebrada Azul, Macho  ở phía đông bắc tạo thành một phần ranh giới của tổng.
Ngày thành lập là 1 tháng 8 năm 1914.
Tổng Moravia được chia thành 3 huyện.
1. San Vincente
2. San Jerónimo
3. La Trinidad